# Konju
Konju − wieś w Estonii, w prowincji Virumaa Wschodnia, w gminie Toila.